# جهاز الاستثمار العماني
جهاز الاستثمار العماني (بالإنجليزية: Oman Investment Authority)‏ هو الذراع الاستثماري لسلطنة عمان، تأسس عام 2020 بموجب المرسوم السلطاني رقم 61/2020 من خلال دمج الصندوق الاحتياطي العام للدولة والصندوق العُماني للاستثمار، وصدر نظامه بموجب المرسوم السلطاني رقم 57/2021 بتاريخ 18 أغسطس 2021. يدير الجهاز أصول السلطنة محليًا ودوليًا، ويستثمر في قطاعات متنوعة لدعم التنمية الاقتصادية المُستدامة.

## نبذه عامة
يُعد جهاز الاستثمار العماني مؤسسة اقتصادية استراتيجية تتولى إدارة وتنمية أصول سلطنة عمان المحلية والدولية، بما ينسجم مع أهداف "رؤية عمان 2040". يهدف الجهاز إلى تعزيز التنويع الاقتصادي، واستقطاب الاستثمارات الأجنبية وتمكين القطاع الخاص.
بلغت قيمة أصول الجهاز في عام 2022 حوالي 18 مليار ريال عُماني، وبلغ عدد مشاريع الجهاز في عام 2023 نحو 65 مشروعًا استثماريًا، توزعت بين اللوجستيات، والطاقة، وتقانة المعلومات، والتعدين، والخدمات، والغذاء والثروة السمكية.
تتكون محافظ أصول الجهاز من محفظتين أساسيتين؛ الأولى هي "محفظة الأجيال" التي تشكل أربعين بالمئة من الأصول وتستثمر في 40 دولة عبر قطاعات متنوعة، بينما الثانية هي "محفظة التنمية الوطنية" التي تمثل ستين بالمئة من الأصول وتضُم أكثر من 160 شركة تعمل في مُختلف القطاعات بهدف تنويع الاستثمارات وتقليل الاعتماد على النفط.
يُركز جهاز الاستثمار العماني على التخارج من بعض استثماراته المحلية عبر تحويلها إلى شركات مساهمة عامة أو بيع حصص منها، بهدف تعزيز الاقتصاد وزيادة نشاط بورصة مسقط. تهدف هذه الخطوة إلى دعم تصنيف السوق كأحد الأسواق الناشئة وتعزيز الحوكمة والشفافية. كما تُسهم هذه السياسة في توسيع قاعدة التملك في الأصول الحكومية، وتكامل القطاع الخاص مع الاقتصاد، مما يساهم في جذب الاستثمارات الأجنبية وتنمية العوائد الاستثمارية للمواطنين والمقيمين.